# 20437 Selohusa
20437 Selohusa este o planetă minoră (asteroid), cu un diametru de 2,694 km, din centura de asteroizi. A fost descoperită pe 8 mai 1999 la Catalina Station⁠(d) de Catalina Sky Survey. 
Obiectul prezintă o orbită caracterizată de o semiaxă mare de 2,3450678 UAi, o excentricitate de 0,13, o înclinație de 6,10735 ° în raport cu ecliptica.